# Richard Spikes
Pour les articles homonymes, voir Spikes.
Richard Spikes (2 octobre 1884 - 22 janvier 1962) est un ingénieur afro-américain de San Francisco, en Californie.

## Biographie
Il est surtout connu pour un brevet qui lui a été accordé pour des indicateurs de direction pour automobiles, qu'il avait installé sur une voiture Pierce-Arrow en 1913. Toutefois, contrairement à ce qu'affirment de nombreuses sources, Spikes n'était pas le premier inventeur de cet élément pivotant. Six ans avant que Spikes ne développe sa propre version, Percy Douglas-Hamilton avait reçu le brevet (en) Brevet U.S. 912831 en 1906 pour l'invention du premier signal indicateur de direction. Le 6 juin 1932, Spikes se voit accorder un brevet pour une boîte de vitesses automatique, une amélioration de la première boîte automatique inventée par les frères Sturtevant de Boston.

## Inventions
Richard Spikes a fait breveté ou a développé les inventions suivante :
- (en) Brevet U.S. 1362197, (en) Brevet U.S. 1362198 Perche de trolleybus à contact permanent (1919)
- (en) Brevet U.S. 1889814 Modifications de la boîte automatique (1932)
- (en) Brevet U.S. 1936996 Transmission et  changement de vitesse de celle-ci (1933)